# دانييل ميسيتش
دانييل ميسيتش (بالألمانية: Danijel Mićić)‏ هو لاعب كرة قدم نمساوي في مركز الوسط، ولد في 18 أكتوبر 1988 في برتشكو في البوسنة والهرسك. لعب مع نادي فولفسبيرغر ونادي كارنتين ونادي واكر إنسبروك.

## وصلات خارجية
- دانييل ميسيتش على موقع قاعدة بيانات كرة القدم.إي يو (الإنجليزية)
- دانييل ميسيتش على موقع عالم كرة القدم.نت (الإنجليزية)